# Біргель
Біргель (нім. Birgel) — громада в Німеччині, розташована в землі Рейнланд-Пфальц. Входить до складу району Вульканайфель. Складова частина об'єднання громад Обере-Киль.
Площа — 6,52 км2. Населення становить 454 ос. (станом на 31 грудня 2020).